# مگس‌گیر آبی دم‌سفید
مگس‌گیر آبی دم‌سفید (نام علمی: Cyornis concretus) نام یک گونه از سرده مگس‌گیرهای آبی است.